# Hye-bi Yi
La Consorte Real Hye-Bi del clan Gyeongju Lee (en hangul, 혜비 이씨) fue una concubina del rey Gongmin de Goryeo.

## Biografía
Nació en Gyeongju, y su padre Yi Jehyeon era un famoso político, filósofo y poeta.
Falleció en Hanseong el 3 de febrero de 1408.